# Charles Dana Gibson

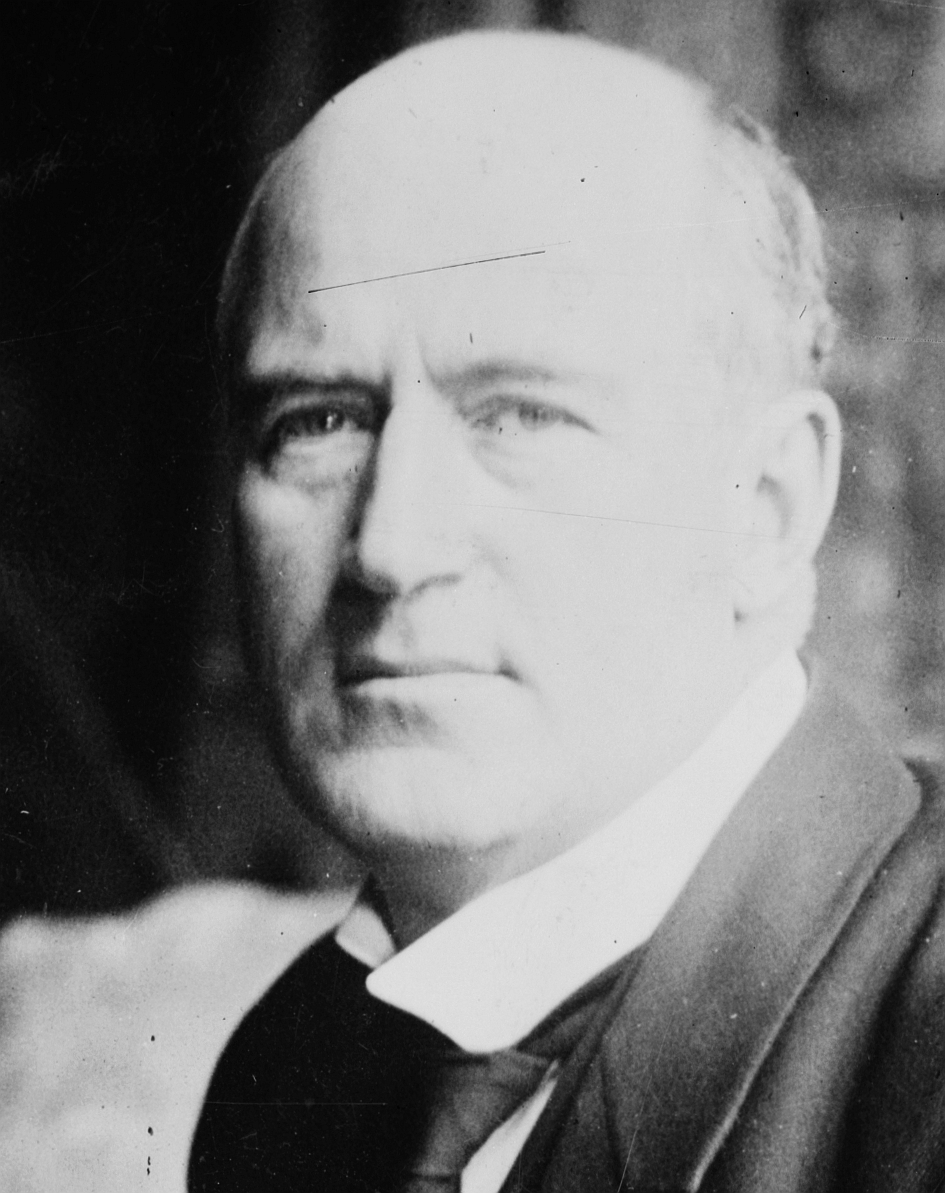
Charles Dana Gibson

Charles Dana Gibson (* 14. September 1867 in Roxbury, Massachusetts; † 23. Dezember 1944 in New York City) war ein US-amerikanischer Cartoonist und Illustrator, der vor allem durch seine über mehrere Jahrzehnte in amerikanischen Zeitschriften erscheinenden Cartoons bekannt ist. Das Gibson-Girl, eine idealtypische Darstellung der unabhängigen, eleganten jungen Dame der Oberschicht, ist nach ihm benannt.

## Leben
Gibson war der Sohn des Geschäftsmanns Charles De Wolf Gibson und von Josephine Lovett. Als Gibson 3 Wochen alt war, zog die Familie nach Flushing, so dass er seine gesamte Jugend in New York City verbrachte.
Er zeigte bereits mit fünf Jahren künstlerisches Talent beim Anfertigen von Scherenschnitten. Ein Ansatz zu einer Ausbildung bei dem Bildhauer Augustus Saint-Gaudens zeigte zwar, dass seine Begabung nicht im Bereich der plastischen Künste lag, jedoch ermutigte ihn ein kleiner Geldpreis, den er mit einer Zeichnung gewann, sich ganz auf die Kunst zu verlegen. 1884 schloss er die Highschool ab und begann eine zweijährige Ausbildung an der Art Students League, einer traditionsreichen New Yorker Kunstschule.
Am 25. März 1886 erschien eine erste Zeichnung von Gibson in Life, damals eine humoristische Unterhaltungszeitschrift ähnlich dem englischen Punch, was eine über 40-jährige Zusammenarbeit begründete, an deren Ende Gibson Herausgeber und Inhaber der Zeitschrift war. Außer für Life arbeitete er auch für das britische Magazin Tit-Bits. 1888 erlaubten seine Einkünfte ihm bereits eine Reise nach Europa. In London traf er den Punch-Cartoonisten George du Maurier und reiste anschließend nach Paris, wo er an der Académie Julian zwei Monate lang seine künstlerische Ausbildung vervollständigte. Nach New York zurückgekehrt, begann er außer für Life, wo seine Cartoons meist auf der inneren Doppelseite erschienen, auch für die Zeitschriften Harper’s New Monthly Magazine, Scribner’s Magazine, und für The Century Magazine zu arbeiten.

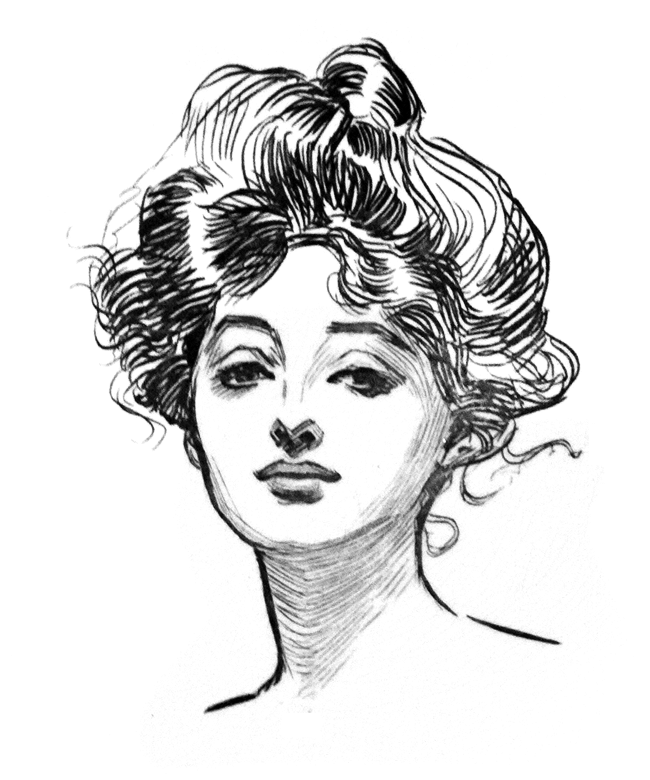
Gibson Girl, um 1900

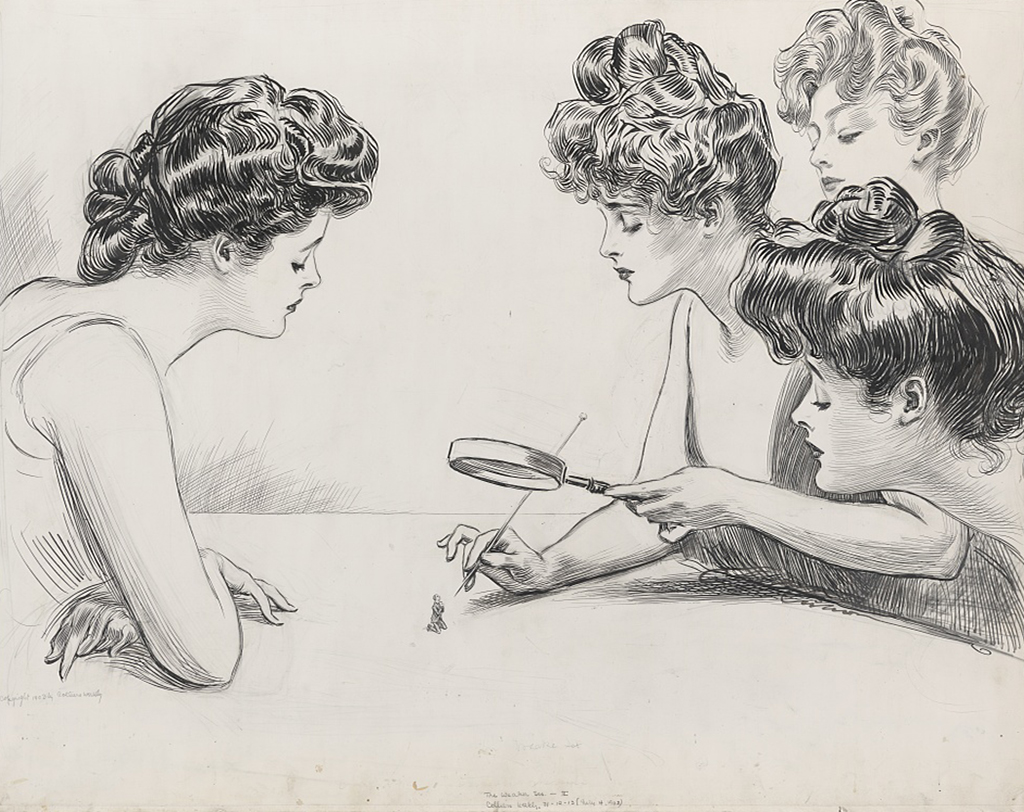
Unter der Lupe (1903)

Grundlage seines großen Erfolges war die Entwicklung eines in seinen Cartoons immer wieder erscheinenden Frauentypus, des sogenannten Gibson-Girls, mit dem er im Amerika von Anfang der 1890er Jahre bis zum Ersten Weltkrieg mode- und kulturprägend wurde. Es ist der Typus der sportlichen und sehr selbstbewussten jungen Dame der Oberschicht, die mit den an sie gestellten Erwartungen (wozu selbstverständlich das Eingehen einer vorteilhaften Ehe gehörte) in souveräner Weise umzugehen weiß. Äußerlich sind die Gibson-Girls gekennzeichnet durch eine modisch aufgetürmte Frisur, einen oft strengen Gesichtsausdruck, hohen Hals und eine sehr gerade Haltung, die durch das Tragen eines Korsetts unterstützt wird.
Vorbilder des Gibson-Girls hat man in der Schauspielerin Evelyn Nesbit und vor allem in Gibsons Ehefrau Irene, geborene Langhorne gesehen.
Gibson selbst wies es von sich, einen Typus geschaffen zu haben, vielmehr sei der als Gibson-Girl bekannte Typ ein Konzentrat dessen, was er an Frauen sehe und an ihnen bewundere. Er sagte über die lebenden Vorbilder seiner Zeichnungen:

„Ich sah sie auf der Straße, ich sah sie im Theater, ich sah sie in den Kirchen, ich sah überall und bei jeglicher Tätigkeit. Ich sah sie beim Bummel auf der Fifth Avenue und bei der Arbeit hinter der Ladentheke. Aus Hunderten, Tausenden, Zehntausenden formte ich mein Ideal. […] Ein Dichter mag sein [Ideal der Weiblichkeit] ganz aus der Fantasie erschaffen. Ich denke nicht, dass ich ein Dichter bin. Mein Ideal stammt aus der Menge.“

Die breite Wirkung des Gibson-Girls begann 1894 mit der Publikation einer Mappe mit Zeichnungen, die zuvor in Life erschienen waren. Um die Abbildungen auf den Doppelseiten des Magazins adäquat wiedergeben zu können, erschien die Mappe in großformatigem Quer-Folio (30 × 46 cm). In den folgenden Jahren erschienen über ein Dutzend Bände mit Zeichnungen und Skizzen, die zusammen mit seinen Arbeiten für prominente Magazine seinen Ruhm begründeten und seinen Marktwert in bis dahin unerhörte Höhen hoben. 1902 unterzeichnete er einen Vertrag mit Collier’s Weekly über die Lieferung von 100 Zeichnungen über einen mehrjährigen Zeitraum, wobei jede Zeichnung mit 1000 $ honoriert werden sollte. Nicht nur war der Betrag von insgesamt 100.000 $ unerhört für einen künstlerischen Mitarbeiter einer Zeitschrift, ein derartiger Vertrag war bis dahin ganz unüblich gewesen. Künstler arbeiteten frei oder im Auftrag und stets in Abhängigkeit davon, dass ihre Arbeiten die Zustimmung von Redakteur bzw. Herausgeber fanden. Gibson’s Vertrag trug wesentlich zu einer Professionalisierung der Geschäftsbedingungen für Illustratoren bei.
Seine gesicherte wirtschaftliche Stellung erlaubte es ihm, am 7. November 1895 Irene Langhorne zu ehelichen, eine von vier für ihre Schönheit bekannten Töchtern einer angesehenen Südstaatenfamilie aus Richmond, Virginia (deren Schwester Nancy wurde die Ehefrau von Waldorf Astor, 2. Viscount Astor, und erste Frau, die einen Sitz im britischen Unterhaus gewann). Aus der Verbindung gingen zwei Kinder hervor.
Darüber hinaus konnte er sich in stilvoller Weise in New York niederlassen. Das 1902 an den Architekten Stanford White in Auftrag gegebene, 1904 fertiggestellte fünfstöckige Haus in 127 East 73rd Street sollte für viele Jahre eines der Zentren des gesellschaftlichen Lebens in New York werden. Gleichzeitig entstand auf der von ihm erworbenen Insel Seven Hundred Acres Island in der Penobscot Bay in Maine ein Sommersitz. Verluste infolge der Finanzkrise von 1907 zwangen ihn jedoch, einen 1905 begonnenen Studienaufenthalt in Europa abzubrechen und das New Yorker Haus zu vermieten. Er begann wieder Illustrationen zu liefern, seine finanzielle Situation verbesserte sich und die Familie konnte das New Yorker Haus bald wieder beziehen. Zu den illustren Gästen dieser Zeit zählten neben Lady Astor auch der ehemalige französische Premier Georges Clemenceau.
Zuvor aber hatte sich Gibson im Krieg gegen Deutschland engagiert. Seine Arbeiten wurden politisch und antideutsch und mit dem Kriegseintritt der USA wurde er zum Vorsitzenden der Division of Pictorial Publicity des Committee on Public Information ernannt und bemühte sich, andere Künstler für die Produktion von Plakaten, Werbematerial und Kunstwerken zur Unterstützung der alliierten Kriegsanstrengung zu bewegen.
Das Ende des Krieges brachte eine neue Herausforderung für Gibson: 1918 war John Ames Mitchell gestorben, der Gründer, Besitzer und langjährige Herausgeber von Life. Als das Magazin 1920 verkauft werden sollte, organisierte Gibson den Kauf und erwarb dabei die Mehrheitsanteile.
Er konnte allerdings weder in seinen eigenen Arbeiten noch in Gestaltung und Stilvorgaben für das Magazin sich an den gewandelten Geschmack der Nachkriegszeit anpassen, dessen Idealtypus nicht mehr das „Gibson-Girl“, sondern der „Flapper“ war. Die Auflage sank, 1928 trat Gibson von der Leitung zurück und lieferte seine letzte Arbeit für Life 1930.
Neben seiner Arbeit als Zeichner von Cartoons wirkte Gibson auch als Illustrator. 1890 erschien The Anglomaniacs von Constance Cary Harrison zunächst in Fortsetzungen in The Century Magazine; weitere Arbeiten folgten. So illustrierte er die Abenteuererzählungen seines Freundes Richard Harding Davis, zwei Romane von Anthony Hope und mehrere Romane des phantastischen Erzählers Robert W. Chambers. Insgesamt sind fast 30 Bücher mit Illustrationen von Gibson bekannt.
Nachdem er seine Arbeit bei Life beendet hatte, wandte er sich von der Zeichnung weitgehend ab und widmete sich in den folgenden Jahren der Ölmalerei. Seine Gemälde fanden Aufnahme in zahlreiche Museen und Sammlungen. 1934 wurden in einer Ausstellung der American Academy of Arts and Letters in New York etwa 100 seiner Gemälde gezeigt. Bis zu seinem Tod lebte er auf Seven Hundred Acres Island. Dort erlitt er im September 1944 einen Herzinfarkt und wurde auf Veranlassung von Präsident Franklin D. Roosevelt mit einem Wasserflugzeug der Navy nach New York gebracht, wo er im Doctors Hospital behandelt wurde. Man brachte ihn aber bald in das Haus in der East 73rd Street, wo er am 23. Dezember 1944 an Myokarditis starb.

## Mitgliedschaften und Ehrungen
- 1898 National Institute of Arts and Letters
- 1902 Society of Illustrators, Präsident von 1904 bis 1907 und von 1909 bis 1921, danach Ehrenpräsident
- 1921 American Academy of Arts and Letters, ab 1932 Direktor
- 1932 National Academy of Design (assoziiert seit 1918)
- 1943 Goldmedaille der American Artists Professional League

## Cartoons

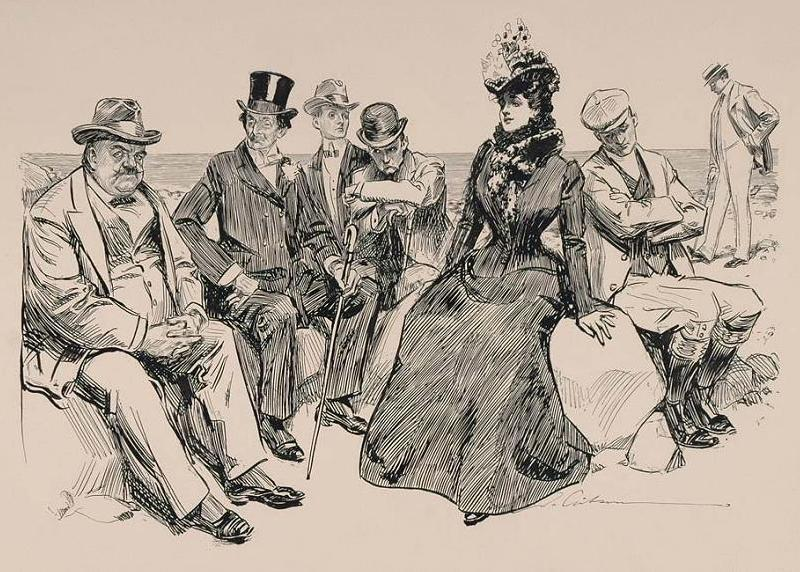
Am Strand, 1901
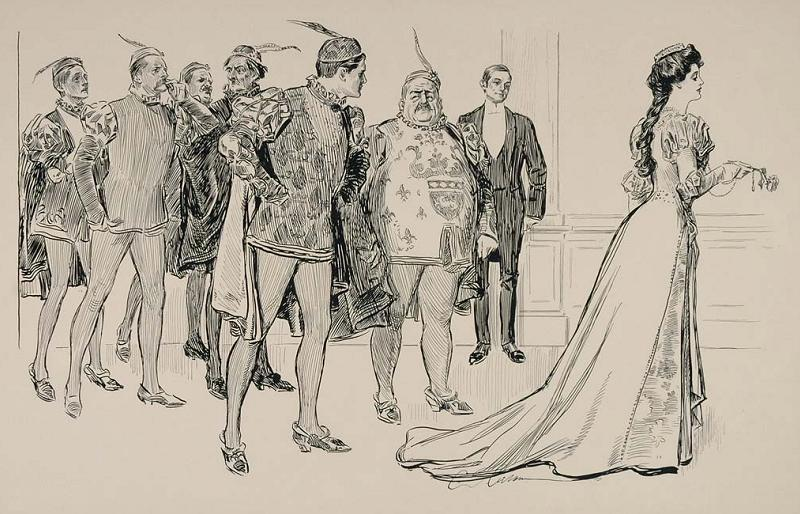
Kostümiert, 1901
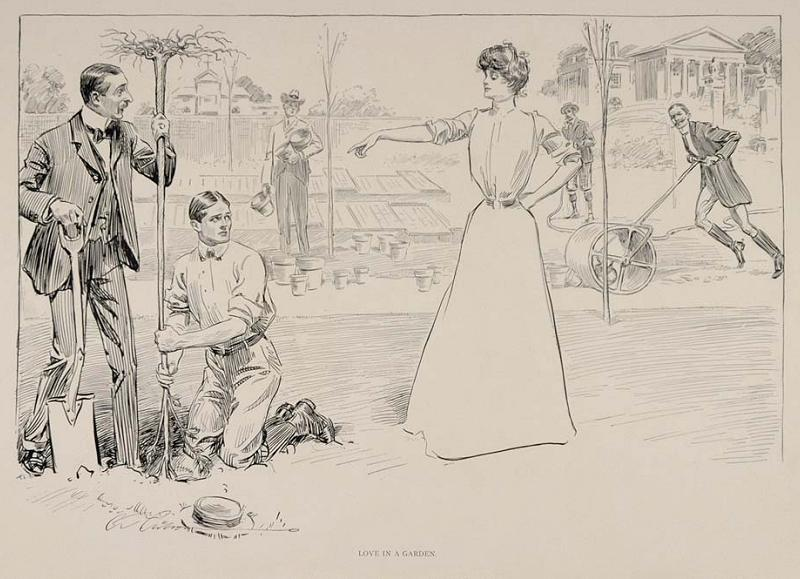
Liebe im Garten, 1901
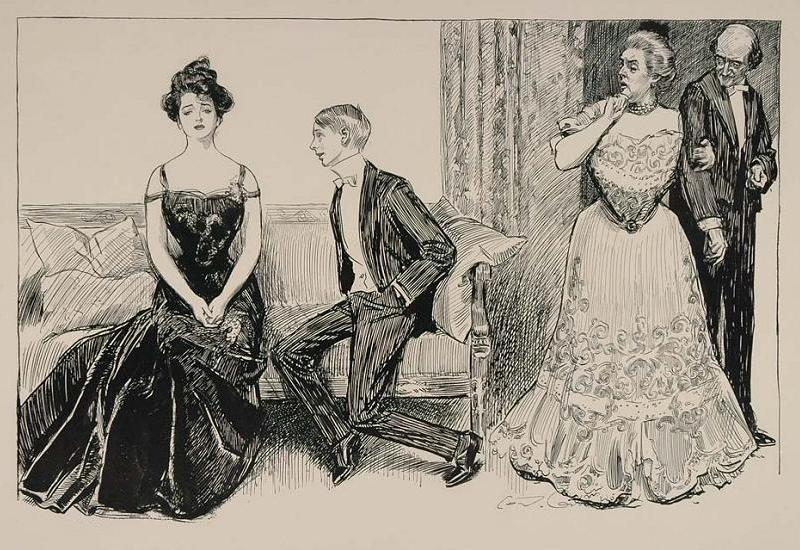
Der Schwarm, 1901
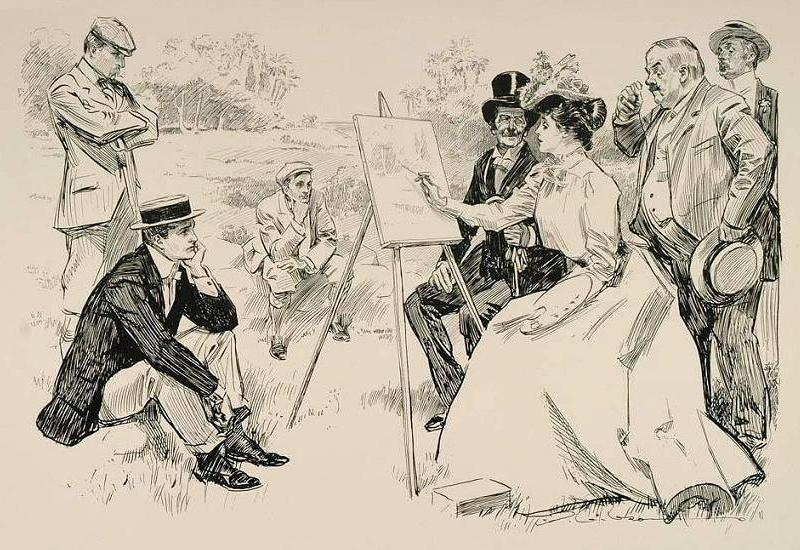
Kunstunterricht, 1901
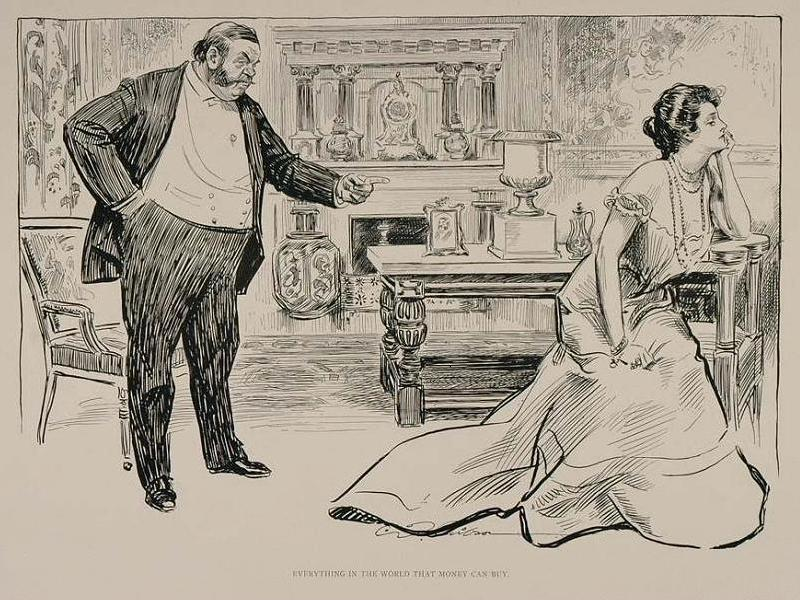
Alles, was man nur kaufen kann, 1901
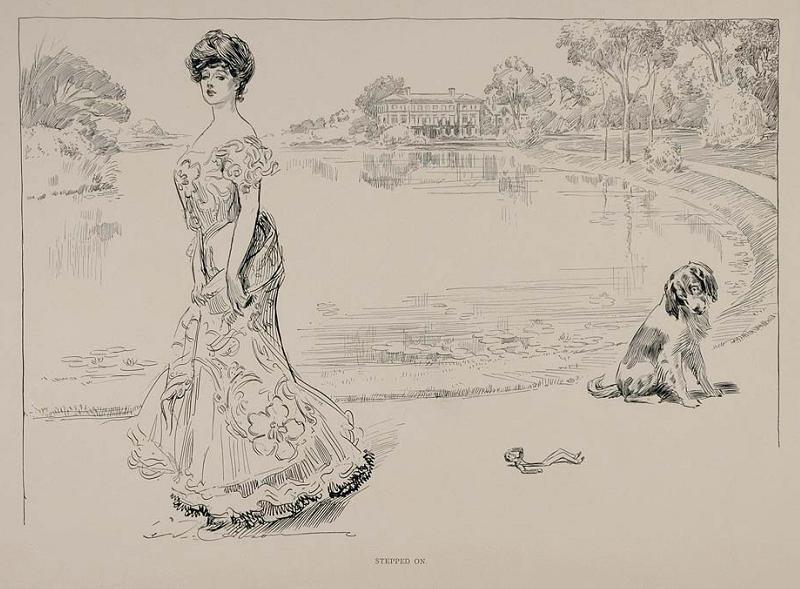
Zertreten, 1901
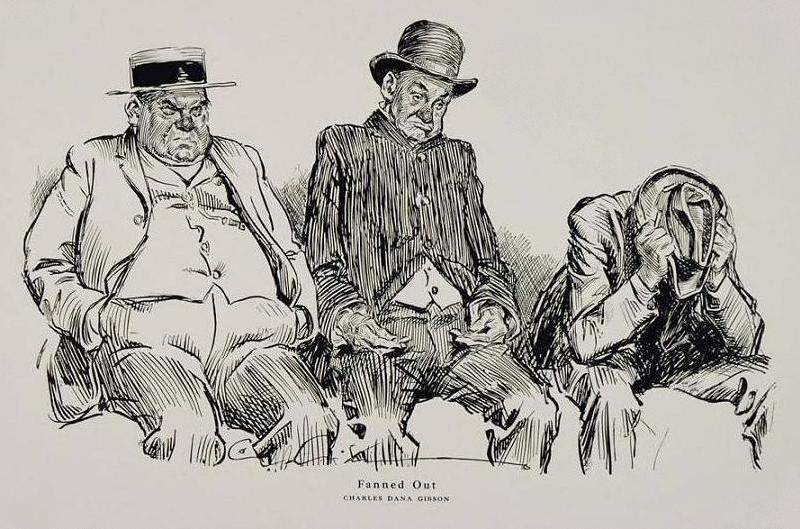
Aufgefächert, 1914
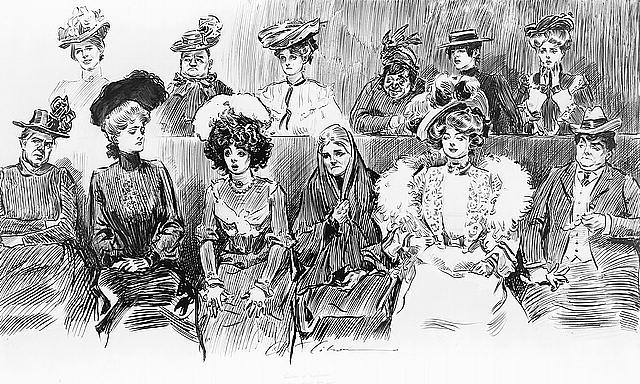
Ausdrucksstudie: Frauen als Geschworene 1902

## Werke

### Skizzen und Cartoons
- Drawings (R. H. Russell, New York 1894)
- Pictures of people (R. H. Russell, New York 1896)
- London as seen by Charles Dana Gibson (C. Scribner’s Sons, New York 1897)
- Life’s comedy (C. Scribner’s Sons, New York 1897)
- People of Dickens (R. H. Russell, New York 1897)
- Sketches and cartoons (R. H. Russell, New York 1898)
- The education of Mr. Pipp (R. H. Russell, New York 1899)
- Sketches in Egypt (Harper, London 1899)
- Americans (R. H. Russell, New York 1900)
- A widow and her friends (R. H. Russell, New York 1901)
- The social ladder (R. H. Russell, New York 1902)
- Eighty drawings: including The weaker sex, the story of a susceptible bachelor (C. Scribner’s Sons, New York 1903)
- Everyday people (C. Scribner’s Sons, New York 1904)
- Our neighbors (C. Scribner’s Sons, New York 1905)
- The Gibson book (C. Scribner’s Sons, New York 1906)
- Twelve new Gibson girls hitherto unpublished (P.F. Collier & Son, New York 1909)
- Other people (C. Scribner’s Sons, New York 1911)
- Gibson new cartoons; a book of Charles Dana Gibson’s latest drawings (C. Scribner’s Sons, New York 1916)

### Illustrationen

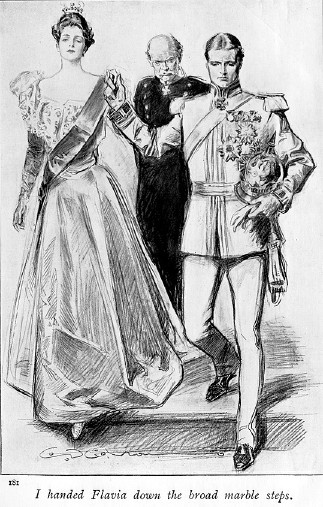
Frontispiz von The Prisoner of Zenda, 1898

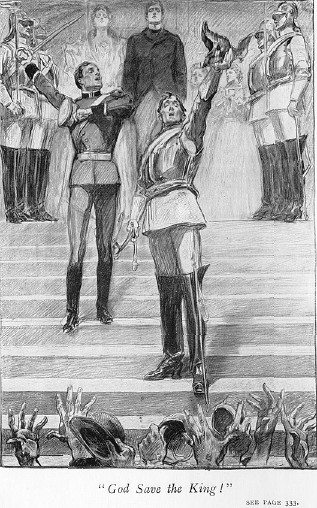
Illustration zu Rupert of Hentzau, 1898

- Constance Cary Harrison: The Anglomaniacs. New York 1890
- Frank R. Stockton: The Merry Chanter. New York 1890
- Richard Harding Davis: Gallegher, and other stories. C. Scribner’s Sons, New York 1891
- Richard Harding Davis: Van Bibber and Others. New York 1892
- Richard Harding Davis: The exiles and other stories. New York 1894
- Richard Harding Davis: About Paris. Harper, New York 1895
- Abbe Carter Goodloe: College girls. Scribner, New York 1895
- Julia Magruder: The Princess Sonia. Century Co., New York 1895
- Richard Harding Davis: The Princess Aline. Harper & Bros., New York 1895
- H. C. Chatfield-Taylor: Two Women and a Fool. Stone & Kimball, Chicago 1895
- Robert Grant: The Art of Living. D. Nutt, London 1895
- Julia Magruder: The Violet. Longmans, Green and Co., New York & London 1896
- Post Wheeler: Reflections of a bachelor. J. S. Ogilvie, New York 1897
- Richard Harding Davis: Soldiers of Fortune. New York 1897
- Anthony Hope: Rupert of Hentzau; from the memoirs of Fritz von Tarlenheim. H. Holt and Co., New York 1898
- Anthony Hope: The prisoner of Zenda; being the history of three months in the life of an English gentleman. H. Holt and Co., New York 1898
- John Kendrick Bangs: The booming of Acre Hill, and other reminiscences of urban and suburban life. Harper & Bros., New York & London 1900
- Richard Harding Davis: Her first appearance. Harper & Brothers, New York & London 1901
- Richard Harding Davis: The king’s jackal. The reporter who made himself king. Charles Scribner’s Sons, New York 1903
- Julia de Wolf Gibbs Addison: Mrs. John Vernon: a study of a social situation. Richard G. Badger, Boston 1909
- Robert W. Chambers: The Common Law. D. Appleton & Co., New York & London 1911
- Robert W. Chambers: Blue-bird weather. D. Appleton & Co., New York & London 1912
- Robert W. Chambers: The streets of Ascalon; episodes in the unfinished career of Richard Quarren, esq. D. Appleton & Co., New York & London 1912
- Robert W. Chambers: Japonette. D. Appleton & Co., New York & London 1912
- Margaret Wade Campbell Deland: Partners. Harper & Bros., New York & London 1913
- Robert W. Chambers: The business of life. D. Appleton & Co., New York & London 1913
- Rex Beach: The auction block: a novel of New York life. Harper & Brothers, New York & London 1914
- Ethel M. Kelley: Over here; the story of a war bride. Bobbs-Merrill Co., Indianapolis 1918
- Richard V. Cutler: The Gay Nineties. Garden City, N.Y. 1927

### Ausstellungen
- American Academy of Arts and Letters, New York 1934
- Charles Dana Gibson exhibition of drawings and paintings, Chicago Historical Society, 9. November – 6. Dezember 1942
- Charles Dana Gibson retrospective exhibition: drawings and paintings, Cincinnati Art Museum, 29. September – 25. Oktober 1942
- Charles Dana Gibson: exhibition of drawings and paintings, Museum of Fine Arts, Boston, 13. Januar – 21. Februar 1943
- Charles Dana Gibson, 1867–1944 : creator of the „Gibson girl“: exhibition of over 100 original Gibson „black & white“ drawings from the artist’s collection, Berry-Hill Galleries, New York, 11. Oktober – 15. November 1965

### Auswahlausgaben
- The best of Charles Dana Gibson (ausgewählt und eingeleitet von Woody Gelman; Bounty Books, New York 1969)
- The Gibson Girl and Her America (ausgewählt von Edmund Vincent Gillon; Dover, New York 1969)